# Sulzbach am Inn
Sulzbach am Inn, offiziell Sulzbach a.Inn ist ein Gemeindeteil des Marktes Ruhstorf an der Rott. Bis 1972 bildete es eine selbstständige Gemeinde.

## Geographische Lage und Landschaft

Sulzbach von Westen

Der Ort wird durch das namensgebende Gewässer Sulzbach durchflossen, das etwa einen Kilometer flussabwärts in die Rott mündet. Der Inn liegt etwa zwei Kilometer östlich.
Der älteste Teil Sulzbachs mit der Kirche St. Stefan schmiegt sich an einen sanft abfallenden Südhang, der zur Flussebene von Rott und Sulzbach abfällt. Südlich von Sulzbach erstreckt sich das Flachland des Inn- und Rotttals.
Sulzbach ist von guten landwirtschaftlichen Böden umgeben, die insbesondere für Maisanbau genutzt werden.

## Geschichte
Archäologische Zufallsfunde lassen daraus schließen, dass Sulzbach nahezu kontinuierlich vom mittleren Neolithikum bis ins frühe Mittelalter besiedelt war. In diese letzte, von Bajuwaren geprägte Epoche, fällt die Gründung des heutigen Sulzbach. Davon zeugen mehrere urkundliche Ortsnennungen zwischen 754 und 826. Es wird darin bekundet, dass Sulzbach in der ersten Hälfte des 7. Jahrhunderts im Besitz des bayerischen Herzogs Odilo war. Am 8. August 754 wurde die „Villa Sulzbach“ im Rottachgau mit Erlaubnis von Herzog Tassilo dem Hochstift Passau geschenkt. 788/89 gab der Priester Alto die von ihm gegründete Kirche nebst seinem Vermögen an Bischof Waltrich. Sulzbach stellte somit die erste Kirche im Umland. Der jetzige Ausbauzustand der Pfarrkirche ist spätgotisch, die Altäre sind barock.

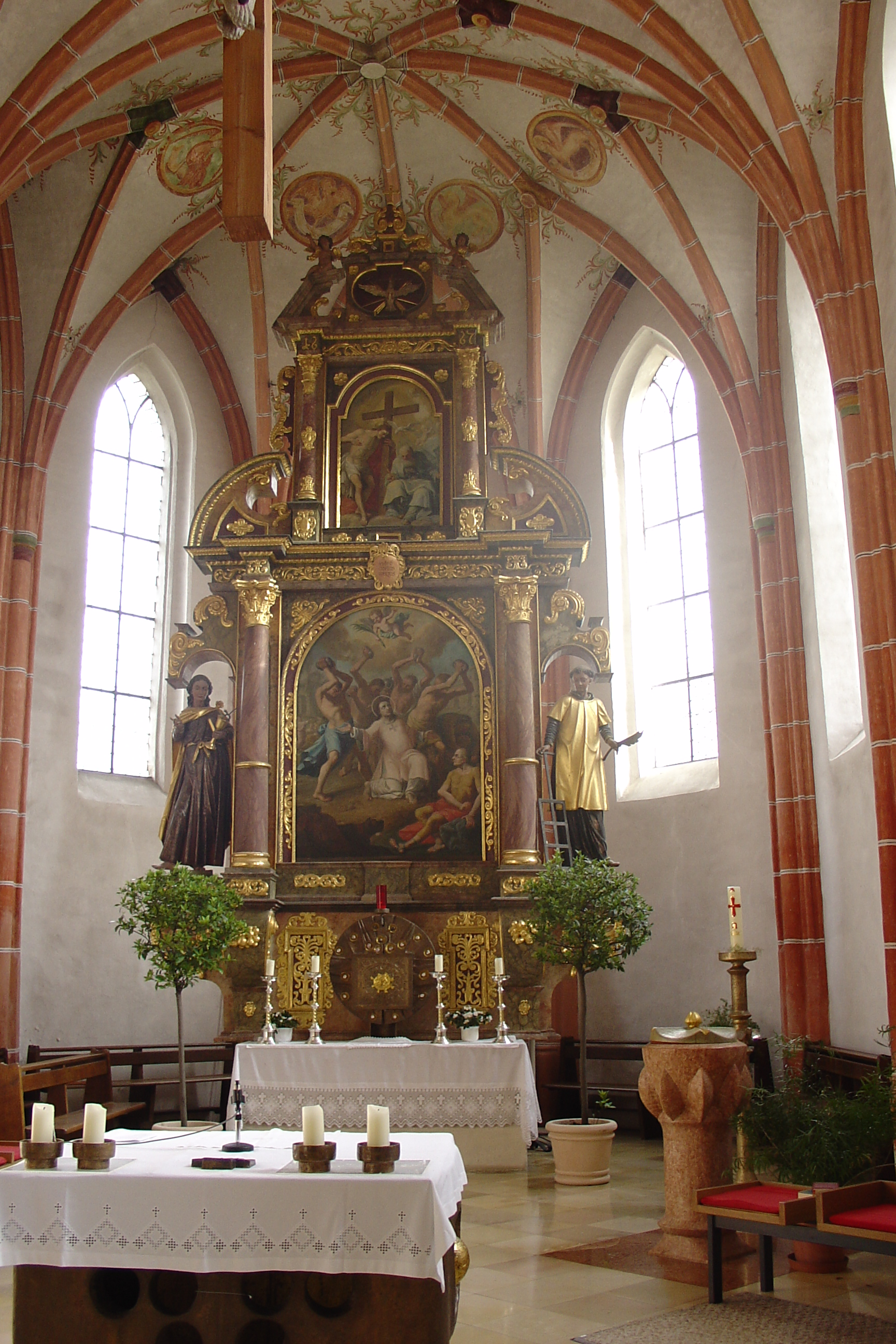
Hauptaltar Pfarrkirche Sulzbach

1996 wurde bei Bauarbeiten ein Gräberfeld aus dem 6./7. Jahrhundert gefunden, das eine bereits länger vor der ersten urkundlichen Erwähnung vorhandene Besiedlung mutmaßen lässt.
Sulzbach war dem Domstift Passau und ab 1188 dem Kloster Vornbach inkorporiert. 1803 wurde das Kloster Vornbach säkularisiert, 1806 wurde die Pfarrei Sulzbach aufgelöst, aber bald wiederhergestellt. Seit 1974 ist die Pfarrei Mitglied im Pfarrverband Ruhstorf. Letzter Pfarrer in der eigenständigen Pfarrei war August Wenninger.
Schon im 13. Jahrhundert wurde Sulzbach als Hofmark bezeichnet. 1288 kam es in den Besitz der Marsbacher als Ersatz für deren Verzicht auf Schloss Marsbach in Oberösterreich. 1437 erwarben die Herren von Tannberg zu Aurolzmünster Sulzbach als bischöfliche Lehensträger und behielten es bis zur völligen Verschuldung der Familie in der Mitte des 17. Jahrhunderts. Zum Ende des Dreißigjährigen Kriegs kam es 1648 auch in Sulzbach zu Verwüstungen durch Schweden. 1677 ersteigerte Freiherr Kaspar von Schmidt die Tannberger Güter einschließlich Sulzbach. 1789 verkaufte Freiherr Anton von Schmid Sulzbach an den Grafen von Jonner.
Am 8. Januar 1706 nahmen zahlreiche Sulzbacher Männer an der Schlacht von Aidenbach (Spanischer Erbfolgekrieg) auf Seiten der bayerischen Aufständischen teil. Eine Gedenktafel aus Stein an der Pfarrkirche zeugt heute noch vom hohen Blutzoll, der durch die vernichtende Niederlage gegen die habsburgischen Truppen entstand. Im Bayerischen Erbfolgekrieg 1778 kam es vermutlich ebenfalls zu Verwüstungen durch die österreichischen Truppen.
Die Bauernbefreiung in der ersten Hälfte des 19. Jahrhunderts trug neben dem fruchtbaren Land zum Aufblühen des Bauernstandes bei. Um die Jahrhundertwende war in Sulzbach ein Heilbad mit sechs Badekabinen.
1811 wurde der Steuerdistrikt Sulzbach gebildet, der die Obmannschaft Eholfing und einen Teil der Obmannschaft Engertsham umfasste. Die daraus entstandene Gemeinde Sulzbach wurde 1838 vom Landgericht Griesbach an das neue Landgericht Passau II abgetreten.
Im April 1945 marschierten Angehörige der US-Army in Sulzbach ein.
Am 1. Januar 1972 wurden Gebietsteile der aufgelösten Gemeinde Eglsee eingegliedert. Am 1. Juli 1972 wurde Sulzbach nach Ruhstorf eingemeindet. Ein Teil der Gemeinde wurde nach Neuhaus am Inn umgegliedert. Dem voran gingen heftige Diskussionen, ob eine vollständige Eingemeindung nach Neuhaus am Inn sinnvoller wäre. 1981 errichtete die Gemeinde Ruhstorf einen Kindergarten in Sulzbach, außerdem befindet sich im Ort eine Grundschule. Am 7. und 8. August 2004 feierte der Ort in einem Festakt mit Ausstellung sein 1250-jähriges Bestehen.

## Sehenswürdigkeiten
- Spätgotische Pfarrkirche St. Stephanus aus dem 15. Jahrhundert mit Anbau von 1970. Sie besitzt ein Netzrippengewölbe und einen Hochaltar von 1667.

## Einwohnerentwicklung
Zum Ende und nach dem Zweiten Weltkrieg siedelten sich viele Flüchtlinge aus den Ostgebieten in Sulzbach an und bildeten seither einen wesentlichen Teil der Bevölkerung.

## Verkehr

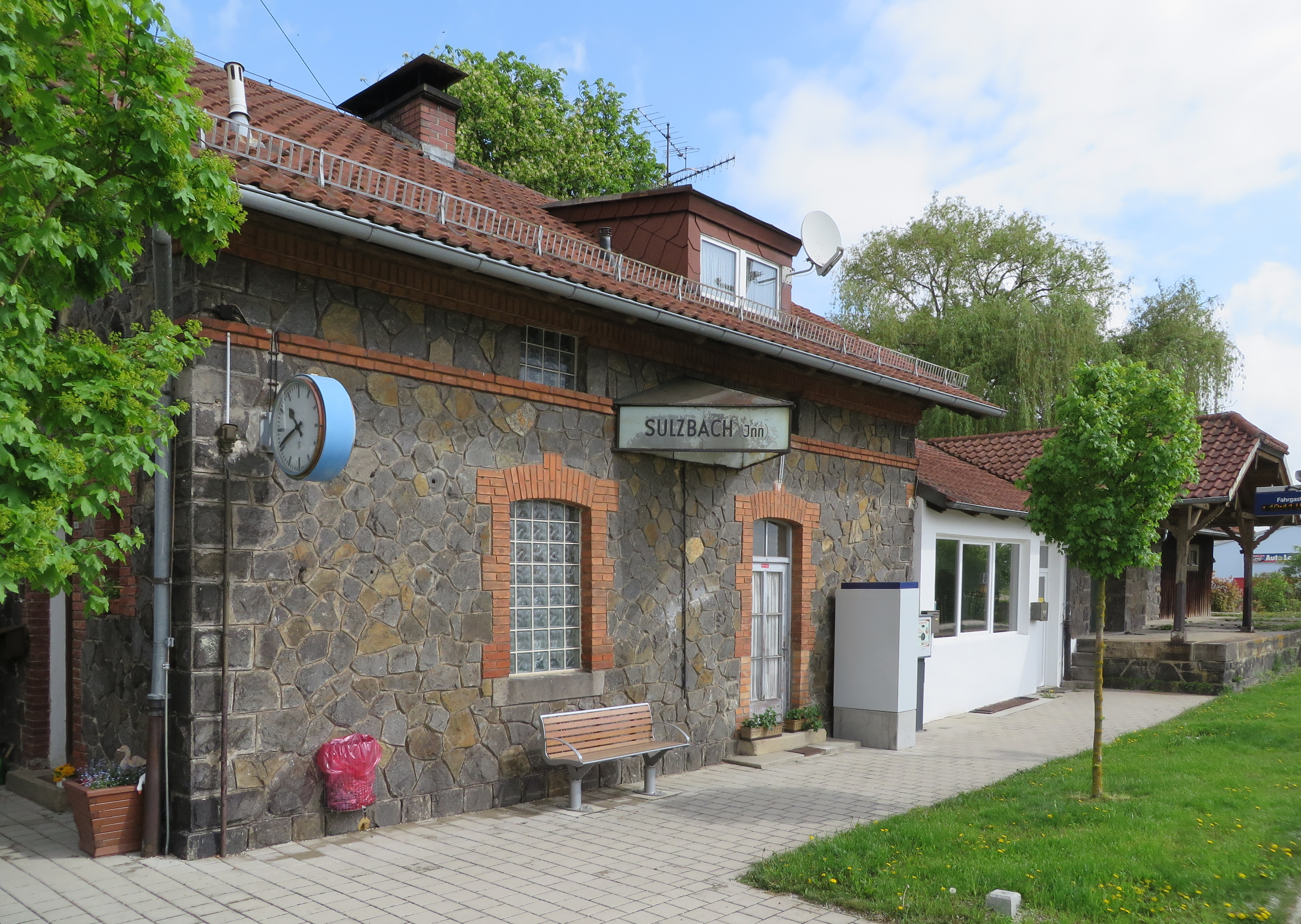
Bahnhof Sulzbach (Inn)

Durch die Bundesstraße 12 und die Bundesautobahn 3 ist Sulzbach hervorragend überregional verkehrstechnisch angebunden. Ebenso verfügt Sulzbach seit 1877 über einen eigenen Bahnhof an der Bahnstrecke Passau–Neumarkt-Sankt Veit. Mehrmals am Tag verkehren Züge zwischen Passau und Mühldorf am Inn. Passau liegt 16 Kilometer entfernt, Schärding (OÖ) 3 Kilometer, Ruhstorf 5 Kilometer und Neuhaus 2 Kilometer.

## Öffentliche Einrichtungen
- Grundschule (seit 1912)
- Kindergarten Bonaventura (seit 1981)